# 马歇尔经济学图书馆

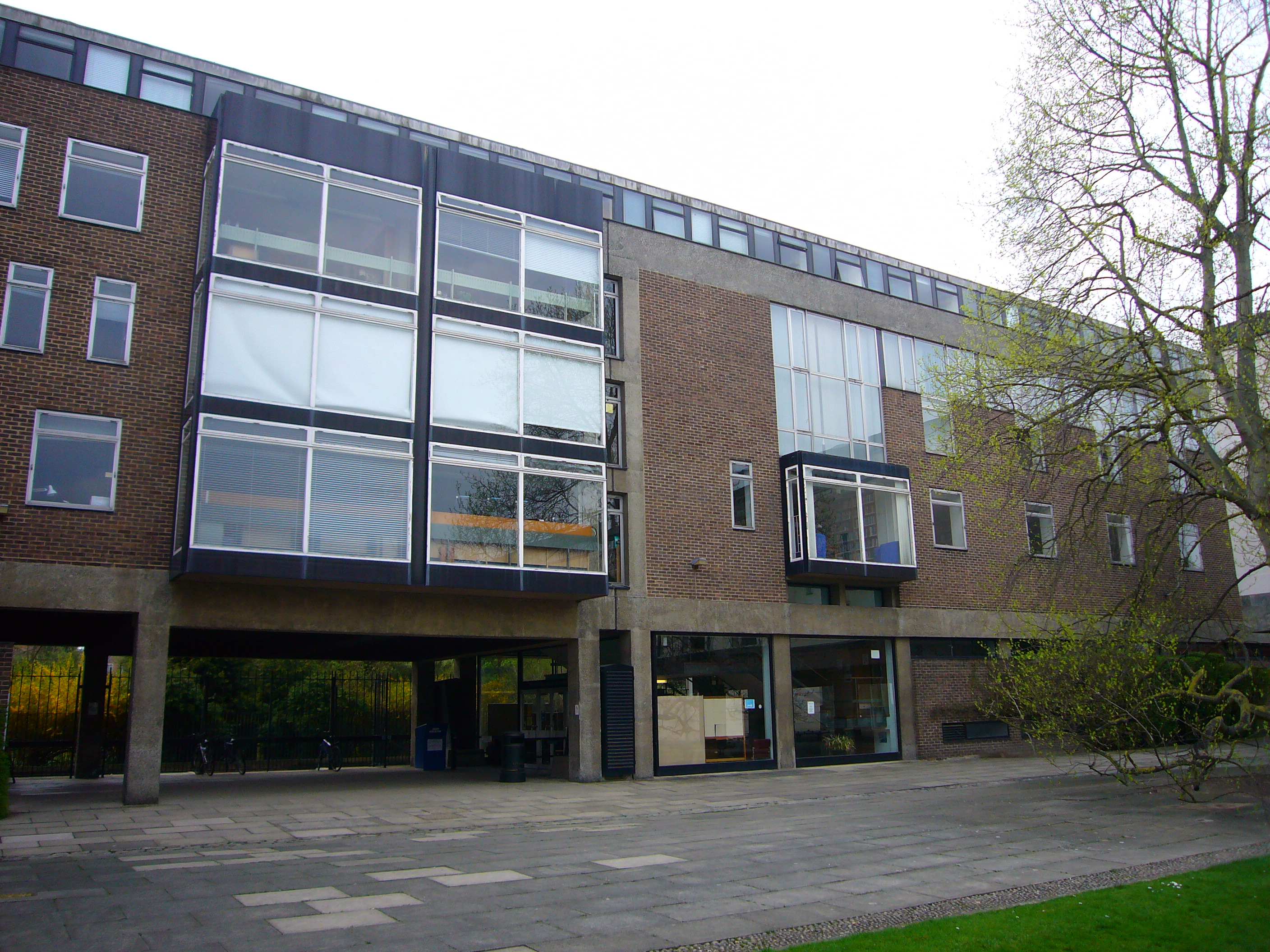
马歇尔经济学图书馆

马歇尔经济学图书馆 是剑桥大学道德科学图书馆的产物。道德科学图书馆是剑桥大学教授阿尔弗雷德·马歇尔、亨利·西季威克于1885年开始创建，主要收集是教授自己的书和安置在神学院的书。
马歇尔教授于1924年去世后，他将个人图书馆赠给剑桥。因此扩大后的图书馆被命名为“马歇尔经济学图书馆”，并转移到唐宁街更大的大楼。在1935年，马歇尔经济学图书馆接手Squire法学图书馆大楼，并再次在20世纪60年代初迁往其目前的西奇威克大道。